# Ontinyena
Ontinyena (en català i aragonès, Ontiñena en castellà i oficialment) és un municipi aragonès del Baix Cinca.
La temperatura mitjana anual és de 14,3° i la precipitació anual, 400 mm.